# 皇室会議
皇室会議（こうしつかいぎ）は、日本の皇室に関する重要な事項（皇位継承順位の変更、男性皇族の結婚相手認否、皇族が皇族の身分を離脱することの認否、摂政を設置また廃止する、摂政順位の変更の5つ）を合議する国の機関である。皇室典範第28条以下に定められる。重要事項について、皇室会議の「議を経る」または「議に拠る」こととされ、諮問機関とは一線を画する。
なお、宮内庁長官が議員として参加することや、会議が宮内庁本庁舎で開催されるなど、宮内庁と関係が深いが、皇室会議は宮内庁の機関ではない。

## 組織

### 議員
皇室会議は以下の議員十人でこれを組織する（皇室典範第28条第1項・第2項）。
1. 皇族（二人）
定数は二人（皇室典範第28条第2項）。成年に達した皇族の互選による（皇室典範第28条第3項）。任期4年（皇室典範第32条）。なお、上皇は資格を有しない（天皇の退位等に関する皇室典範特例法第3条）。
2. 内閣総理大臣
内閣総理大臣たる議員は、皇室会議の議長となる（皇室典範第29条）。
3. 衆議院議長及び副議長
衆議院が解散（衆議院解散）されたときは、後任者の定まるまでは、各々解散の際衆議院の議長、副議長又は議員であった者が議員の地位にとどまる（皇室典範第31条）。
4. 参議院議長及び副議長
5. 宮内庁長官
6. 最高裁判所の長たる裁判官（最高裁判所長官）及びその他の裁判官一人
最高裁判所長官以外の裁判官については最高裁判所長官以外の裁判官の互選による（皇室典範第28条第3項）。任期4年（皇室典範第32条）。

### 予備議員
議員に事故があるときや議員が欠けたときに職務を行う者として、以下の予備議員が置かれる（皇室典範第30条）。職務を行う順序は互選の際に定める（皇室典範第30条第4項）。
1. 皇族議員の予備議員2人
成年皇族の互選による（皇室典範第30条第2項・第28条第3項）。任期4年（皇室典範第32条）。なお、上皇は資格を有しない（天皇の退位等に関する皇室典範特例法第3条）。
2. 衆議院議長・副議長たる議員の予備議員2人
衆議院議員の互選による（皇室典範第30条3項）。衆議院が解散されたときは、後任者の定まるまでは、各々予備議員であった者が予備議員の地位にとどまる（皇室典範第31条）。
3. 参議院議長・副議長たる議員の予備議員2人
参議院議員の互選による（皇室典範第30条3項）。
4. 内閣総理大臣たる議員の予備議員
内閣法に基づき内閣総理大臣臨時代理の予定者として指定された国務大臣（皇室典範第30条第5項）
5. 宮内庁長官たる議員の予備議員
内閣総理大臣の指定する宮内庁の官吏（皇室典範第30条第6項。通常は宮内庁次長をもって充てる）
6. 最高裁判所裁判官たる議員（最高裁判所長官及びその他の裁判官一人）の予備議員2人
最高裁判所長官以外の最高裁判所裁判官の互選による（皇室典範第30条第2項・第28条第3項）。任期4年（皇室典範第32条）。

### 備考
- 皇族たる皇室会議議員及びその予備議員の互選（補欠者の互選を含む。）は、皇室会議議員及び予備議員互選規則（昭和22年政令第164号）に基づき投票により行われる。
- 衆参両院議長・副議長たる皇室会議議員の予備議員の選出（補欠者の選出を含む。）は、本会議において選挙により行われるが、実際は手続を省略して議長に指名を一任する慣例となっている。同予備議員が国務大臣に任命された場合は、その時点で予備議員たる地位を喪失するものとされる（実例:1948年10月19日の衆議院議員井上知治の国務大臣就任）。また、同予備議員には自発的辞任も認められている（実例:1952年11月の参議院議員徳川宗敬。参議院議員にとどまったまま皇室会議予備議員のみを辞した）。
- 裁判官たる皇室会議議員及びその予備議員の互選（補欠者の互選を含む。）は、裁判官たる皇室会議議員及び予備議員互選規則（昭和22年最高裁判所規則第3号）に基づき投票により行われる。
- 衆議院及び参議院からの皇室会議議員及びその予備議員について、各院議長・副議長・議員の地位喪失後の皇室会議議員・予備議員としての残任が認められているのは衆議院解散時の衆議院側のみであり、議員任期満了の場合は両院とも残任せず欠員となる。
- 皇族、衆議院、参議院、最高裁判所からの皇室会議予備議員（各分野2人ずつ）は、同じ分野の皇室会議議員2人のどちらかの専属予備としてではなく、単に各分野から予備2人を選出するという趣旨である（1人が議長・長官たる議員の予備議員でもう1人が副議長・判事たる議員の予備議員という考え方は取らない）ため、いずれも予備議員互選の際に「職務を行う順序」が定められる。たとえば、衆参両院の皇室会議予備議員は院内第1党及び第2党から1名ずつ選ばれる慣例（初期には議長・副議長経験者を充てる慣例もあった）であり、選出の時点では出身党派に偏りが生じないよう配慮がなされる（欠員補充選出の際もその順序になるよう必要に応じ順位の入替えを行う）が、仮に衆議院副議長（院内第2党出身）たる皇室会議議員が何らかの事情で出席できない場合は職務順序第1位の予備議員（院内第1党出身）が出席することになる（つまり衆議院側からは2名とも院内第1党出身者が出席することになる）など、結果においてまで出身党派の偏在防止が担保されているわけではない（ただし、実際にそのような事態になった場合に、職務順序第1位の予備議員が出席を辞退して第2位の予備議員の出席に配慮することで院内第2党勢力からの出席確保に配慮することはあり得る）。

## 現在の議員及び予備議員
| 氏名 | 氏名           | 身分           | 生年月日（年齢）       | 備考 |
| ---- | -------------- | -------------- | ---------------------- | ---- |
|      | 皇嗣文仁親王   | 皇族           | 1965年11月30日（59歳） |      |
|      | 正仁親王妃華子 | 皇族           | 1940年7月19日（84歳）  |      |
|      | 額賀福志郎     | 衆議院議長     | 1944年1月11日（81歳）  |      |
|      | 玄葉光一郎     | 衆議院副議長   | 1964年5月20日（60歳）  |      |
|      | 関口昌一       | 参議院議長     | 1953年6月4日（71歳）   |      |
|      | 長浜博行       | 参議院副議長   | 1958年10月20日（66歳） |      |
|      | 石破茂         | 内閣総理大臣   | 1957年2月4日（68歳）   | 議長 |
|      | 西村泰彦       | 宮内庁長官     | 1955年6月29日（69歳）  |      |
|      | 今崎幸彦       | 最高裁判所長官 | 1957年11月10日（67歳） |      |
|      | 三浦守         | 最高裁判所判事 | 1956年10月23日（68歳） |      |

- 2024年（令和6年）12月23日現在[1]

|  | 氏名           | 身分                     | 生年                  | 職務を行う順位 |
|  | -------------- | ------------------------ | --------------------- | -------------- |
|  | 文仁親王妃紀子 | 皇族                     | 1966年9月11日（58歳） | 第1位          |
|  | 憲仁親王妃久子 | 皇族                     | 1953年7月10日（71歳） | 第2位          |
|  | 菅義偉         | 衆議院議員               | 1948年12月6日（76歳） | 第1位          |
|  | 海江田万里     | 衆議院議員               | 1949年2月26日（76歳） | 第2位          |
|  | 武見敬三       | 参議院議員               | 1951年11月5日（73歳） | 第1位          |
|  | 田名部匡代     | 参議院議員               | 1969年7月10日（55歳） | 第2位          |
|  | 林芳正         | 国務大臣（内閣官房長官） | 1961年1月19日（64歳） |                |
|  | 黒田武一郎     | 宮内庁次長               | 1960年2月20日（65歳） |                |
|  | 宇賀克也       | 最高裁判所判事           | 1955年7月21日（69歳） | 第1位          |
|  | 草野耕一       | 最高裁判所判事           | 1955年3月22日（69歳） | 第2位          |

- 2024年（令和6年）12月23日現在[1]

## 皇室会議の実例一覧
- 身位は官報の皇室事項欄に掲載されたとおりに記載する。
- 旧11宮家の皇籍離脱では、皇室典範第11条各項に該当するため皇室会議の議を要する14人について議決がなされたが、同第13条に該当する32人及び同第14条第1項に該当する5人については当該条項で皇室会議の議によることが規定されていないため、議決の対象とならなかった（昭和32年12月11日付け官報資料版No.121の告知板（皇室会議の項））。

| 回 | 開催日         | 議題                                                                | 結果                                                      |
| -- | -------------- | ------------------------------------------------------------------- | --------------------------------------------------------- |
| 01 | 1947年10月13日 | 11宮家のうち14人の皇籍離脱                                          | 可決                                                      |
| 02 | 1958年11月27日 | 皇太子明仁親王と正田美智子との婚姻                                  | 可決                                                      |
| 03 | 1964年2月28日  | 正仁親王と津軽華子との婚姻                                          | 可決                                                      |
| 04 | 1980年4月18日  | 寬仁親王と麻生信子との婚姻                                          | 可決                                                      |
| 05 | 1984年8月1日   | 憲仁親王と鳥取久子との婚姻                                          | 可決                                                      |
| 06 | 1989年9月12日  | 文仁親王と川嶋紀子との婚姻                                          | 可決                                                      |
| 07 | 1993年1月19日  | 皇太子徳仁親王と小和田雅子との婚姻                                  | 可決                                                      |
| 08 | 2017年12月1日  | 天皇の退位等に関する皇室典範特例法附則第1条第2項 の規定に基づくもの | 特例法の施行日を平成31年（2019年）4月30日とする答申を決定 |

## 歴代の皇族たる議員及び予備議員
- 身位は原則として官報掲載の宮内府告示・宮内庁告示どおりに記載する（ただし、「故」は省略）。なお、皇太子明仁親王については、1963年・1967年選出時の宮内庁告示では「皇太子」なしで「明仁親王」とだけ記載されている。
- 当選日は互選（丸括弧で括られたものは補欠者の互選）が行われた期日であり、任期の始期とは必ずしも一致しない。
- 当選日に※印を付したものは、当該任期中に皇室会議が開催された実績があることを示す。
- 互選時の投票の結果に基づき、先順位とされた皇族をそれぞれ左欄に記載する（告示での記載順に同じ）。
- 任期開始は、補欠者を除きいずれも9月16日である。

| 当選日・皇室会議開催日時点 | 議員             | 議員             | 予備議員         | 予備議員         |
| -------------------------- | ---------------- | ---------------- | ---------------- | ---------------- |
| 1947年9月16日※             | 宣仁親王         | 雍仁親王妃勢津子 | 崇仁親王         | 宣仁親王妃喜久子 |
| 1951年9月16日              | 宣仁親王         | 崇仁親王         | 雍仁親王妃勢津子 | 厚子内親王       |
| （1952年10月12日）         | 宣仁親王         | 崇仁親王         | 雍仁親王妃勢津子 | 宣仁親王妃喜久子 |
| 1955年9月16日※             | 雍仁親王妃勢津子 | 宣仁親王         | 宣仁親王妃喜久子 | 崇仁親王         |
| 1959年9月16日              | 宣仁親王         | 雍仁親王妃勢津子 | 崇仁親王         | 宣仁親王妃喜久子 |
| 1963年9月16日※             | 宣仁親王         | 崇仁親王         | 崇仁親王妃百合子 | 皇太子明仁親王   |
| 1967年9月16日              | 宣仁親王         | 崇仁親王         | 雍仁親王妃勢津子 | 皇太子明仁親王   |
| 1971年9月16日              | 宣仁親王         | 崇仁親王         | 雍仁親王妃勢津子 | 皇太子明仁親王   |
| 1975年9月10日              | 宣仁親王         | 崇仁親王         | 雍仁親王妃勢津子 | 皇太子明仁親王   |
| 1979年9月10日※             | 宣仁親王         | 崇仁親王         | 雍仁親王妃勢津子 | 皇太子明仁親王   |
| 1983年9月6日※              | 宣仁親王         | 崇仁親王         | 雍仁親王妃勢津子 | 皇太子明仁親王   |
| 1987年9月8日               | 崇仁親王         | 皇太子明仁親王   | 正仁親王         | 雍仁親王妃勢津子 |
| （1989年9月5日）※          | 崇仁親王         | 正仁親王         | （空席）         | 雍仁親王妃勢津子 |
| 1991年9月5日※              | 崇仁親王         | 崇仁親王妃百合子 | 正仁親王         | 皇太子徳仁親王   |
| 1995年9月6日               | 崇仁親王         | 崇仁親王妃百合子 | 正仁親王         | 皇太子徳仁親王   |
| 1999年9月6日               | 崇仁親王         | 崇仁親王妃百合子 | 皇太子徳仁親王   | 正仁親王         |
| 2003年9月3日               | 崇仁親王         | 崇仁親王妃百合子 | 正仁親王         | 正仁親王妃華子   |
| 2007年9月5日               | 正仁親王         | 正仁親王妃華子   | 崇仁親王妃百合子 | 文仁親王         |
| 2011年9月7日               | 正仁親王         | 正仁親王妃華子   | 文仁親王         | 崇仁親王妃百合子 |
| 2015年9月4日※              | 文仁親王         | 正仁親王妃華子   | 正仁親王         | 文仁親王妃紀子   |
| 2019年9月4日               | 皇嗣文仁親王     | 正仁親王妃華子   | 崇仁親王妃百合子 | 皇嗣妃紀子       |
| 2023年9月7日               | 皇嗣文仁親王     | 正仁親王妃華子   | 皇嗣妃紀子       | 憲仁親王妃久子   |

## 議事運営
議長
内閣総理大臣たる議員が、皇室会議の議長となる（皇室典範第29条）
招集
招集権は議長（内閣総理大臣たる議員）が有する（皇室典範第31条）。皇位継承順位の変更・摂政の設置・摂政の変更と摂政就任順位の変更・摂政の廃止を議題として4人以上の議員から要求があるときは招集しなければならない（皇室典範第33条第2項）。
定足数
6人以上の議員の出席がなければ、議事を開き議決することができない（皇室典範第34条）。
議決
議事は、皇位継承順位の変更・摂政の設置・摂政の変更と摂政就任順位の変更・摂政の廃止を議題とする場合には、出席議員の3分の2以上の多数で決する。それ以外の場合には、出席議員の過半数で決し、可否同数のときは議長の決するところによる（皇室典範第35条）。
利害に特別の関係にある議事
議員は、自分の利害に特別の関係のある議事には、参与することができない（皇室典範第36条）。
庶務
皇室会議に関する事務は、宮内庁長官官房秘書課がつかさどる。

## 皇室会議で決すべき事項
「皇室会議は、この法律及び他の法律に基く権限のみを行う」（皇室典範第37条）と定められているので、皇室会議で決すべき事項は、新たな法律の制定・改廃がされない限り以下のもののみである。
※印が付されているものは、出席議員の3分の2以上の多数で決する事項。

### 皇位継承関係
- 皇位継承順位の変更（皇室典範第3条）※

### 婚姻関係
- 立后と皇族男子（親王・王）の婚姻（皇室典範第10条）

他の事項が皇室会議の「議による」とされるのに対して、これのみ皇室会議の「議を経る」とされる。なお、現皇室典範施行中に独身の天皇はまだいないので、「立后」が議題になった事はない。

### 皇籍離脱関係
- 15歳以上の内親王・王・女王のその意思に基づく皇籍離脱（皇室典範11条1項）
- 親王（皇太子及び皇太孫を除く[注釈 5]）・内親王・王・女王のその意思に関わらない皇籍離脱（皇室典範11条2項）
- 皇籍離脱する親王・王の直系卑属とその妃が、特例として皇族の身分を離れないものとすること（皇室典範13条但書）
- 皇族以外の女子で親王妃・王妃となり、夫の薨去により未亡人となった者のその意思に関わらない皇籍離脱（皇室典範14条2項）

### 摂政関係
- 摂政の設置（皇室典範16条2項）※
- 摂政の変更と摂政就任順位の変更（皇室典範18条）※
- 摂政の廃止（皇室典範20条）※

### その他
- 2017年（平成29年）に制定された天皇の退位等に関する皇室典範特例法（平成29年法律第63号）では、「天皇は、この法律の施行の日限り、退位し、皇嗣が、直ちに即位する。」（同法第2条）とされた。そして、法律施行日を定めるにあたって、内閣総理大臣が、あらかじめ、皇室会議の意見を聴くと規定された（同法附則第1条第2項）。